# Хантингдон (округ)
Округ Хантингдон (англ. Huntingdon County) располагается в штате Пенсильвания, США. Официально образован 20 сентября 1787 года. По состоянию на 2010 год, численность населения составляла 45 913 человек.

## География
По данным Бюро переписи США, общая площадь округа равняется 2302,512 км², из которых 2263,662 км² — суша и 38,85 км² или 1,68 % — это водоемы.

## Население
По данным переписи населения 2010 года в округе проживает 45 913 жителей в составе 17 280 домашних хозяйств. Плотность населения составляет 20,00 человек на км2. На территории округа насчитывается 22 365 жилых строений, при плотности застройки около 9,00-ти строений на км2. Расовый состав населения: белые — 92,50 %, афроамериканцы — 5,21 %, коренные американцы (индейцы) — 0,09 %, азиаты — 0,40 %, гавайцы — 0,01 %, представители других рас — 0,87 %, представители двух или более рас — 0,92 %. Испаноязычные составляли 1,58 % населения независимо от расы.
В составе 30,10 % из общего числа домашних хозяйств проживают дети в возрасте до 18 лет, 58,10 % домашних хозяйств представляют собой супружеские пары проживающие вместе, 8,30 % домашних хозяйств представляют собой одиноких женщин без супруга, 29,60 % домашних хозяйств не имеют отношения к семьям, 25,80 % домашних хозяйств состоят из одного человека, 12,30 % домашних хозяйств состоят из престарелых (65 лет и старше), проживающих в одиночестве. Средний размер домашнего хозяйства составляет 2,44 человека, и средний размер семьи 2,92 человека.
Возрастной состав округа: 21,70 % моложе 18 лет, 10,10 % от 18 до 24, 29,40 % от 25 до 44, 24,00 % от 45 до 64 и 24,00 % от 65 и старше. Средний возраст жителя округа 38 лет. На каждые 100 женщин приходится 109,60 мужчин. На каждые 100 женщин старше 18 лет приходится 110,20 мужчин.